# Jim Henson Pictures
Jim Henson Pictures é o estúdio cinematográfico americano na propriedade The Jim Henson Company. Foi fundada originalmente em 21 de julho de 1995 como uma joint venture entre Jim Henson Productions e Sony Pictures Entertainment.

## Filmes produzidas
- Buddy (1997; com American Zoetrope e Columbia Pictures)
- Muppets from Space (1999; com Columbia Pictures)
- The Adventures of Elmo in Grouchland (1999; com Columbia Pictures and Children's Television Workshop)
- Good Boy! (2003; como Metro-Goldwyn-Mayer)
- Five Children and It (2004) com Pathé, (no Reino Unido), Capitol Films (nos Estados Unidos) e Metropolitan Filmexport (na França) (o logotipo da Jim Henson Pictures estava retratado na contracapa do DVD do filme nos EUA)